# 志業
志業（英語：vocation，本義為傳喚），一般譯為呼召或聖召。是某個人為了某種理想或興趣而獻身的工作或職業，為了從事這個工作，需要有特定的資格或是受到特殊的訓練。這個概念起源於基督宗教，但在現代通常使用於非宗教的場合。

## 概論
在16世紀以前，這個名詞使用在基督宗教中，意指某個人接受上主的命令，從事的特定行為。在天主教會中，這也被用來指某個人決定宣誓成為修道人或神職人員。宗教改革以後，也用於平信徒選擇的生活，如家庭或婚姻。